# ジョージ・スネル
ジョージ・デイヴィス・スネル（George Davise Snell, 1903年12月19日 - 1996年6月6日）は、アメリカ合衆国の遺伝学者、移植免疫学者。

## 生涯
マサチューセッツ州のブラッドフォード(Bradford)近郊のハーバーヒルに生まれる。三人兄弟の一番下で、ミネソタ州の生まれである彼の父は、地元のYMCAにて事務員として働いていた。 Brooklineの学校で学び、ニューハンプシャー州ハノーバーのダートマス大学に入学した。ここで数学と科学に興味を持ち、遺伝学に興味を持つこととなった。1926年にダートマス大学より学位を取得した。
ダートマス大学教授のJohn Gerouldの紹介で、彼はWilliam Ernest Castle（哺乳類のメンデルの法則に最初に注目したアメリカ人生物学者）とともにハーバード大学にて研究をおこなった。1930年にハーバード大学にてPh.D.を取得。彼の博士論文はマウスの遺伝的連鎖についてであった。
その後の二年間、テキサス大学オースティン校にて放射線遺伝学のパイオニアであるハーマン・J・マラーとともにポスドクとなった。マラーとともに、マウスのX線による遺伝的影響を研究した。
1935年、メイン州Bar Harborにあるジャクソン研究所のスタッフとなり、以後ここで研究を続けた。Bar Harborにて結婚し、三人の子供を持ち、余暇にはスキーやテニスを楽しんだ。
1980年にノーベル生理学・医学賞を受賞する。他の2名はハーバード大学メディカルスクールのバルフ・ベナセラフと パリ大学免疫-血液学研究所のジャン・ドーセであった。 受賞理由は「免疫学的相互作用を規制する、遺伝的に決定できる細胞表面の構造に関する発見」による。
1988年にはSearch for a Rational Ethicを出版、1996年6月6日にBar Harborにて死去。

## 主な業績
- マウスのH-2抗原（MHC）の発見

## 受賞歴
- 1976年 ガードナー国際賞
- 1978年 ウルフ賞医学部門、ウィリアム・コーリー賞
- 1980年 ノーベル生理学・医学賞

## その他
- ジャクソン研究所[※ 1]（ノーベル賞受賞時在籍の研究所）

## 参考サイト
- ノーベル賞受賞時の自叙伝
- アメリカ内科学会のプロシーディング